# Monoplistes tropicus
Monoplistes tropicus är en skalbaggsart som beskrevs av Lea 1923. Monoplistes tropicus ingår i släktet Monoplistes och familjen bladhorningar. Inga underarter finns listade i Catalogue of Life.